# 椎名へきるのすっぴんすまいる。
椎名へきるのすっぴんすまいる。（しいなへきるのすっぴんすまいる）は、1995年（平成7年）10月9日から1998年（平成10年）10月2日まで、TBSラジオで平日帯番組『宮川賢の誰なんだお前は?!』の内包番組として放送されたバラエティ番組である。1997年（平成9年）4月改編期からは、JRN系列各局でも週1回の30分バージョンを放送していた。声優の椎名へきるが、パーソナリティを務める冠番組だった。

## 概要
TBSラジオで放送された帯バージョンでは、毎回月曜日から金曜日まで日替わりのコーナーを放送していた。水曜日以外は、リスナー投稿。内金曜は、ふつおた。水曜日は「○○度チェック」として10の質問に答える放送をした。
番組中「○月○日○曜日、今日は○○記念日です。」というのがお決まりで、終わりには「明日は○○記念日です。」と言っていた。その後ネタ切れにより、有名人の誕生日に変わった。
JRN系列各局で放送された30分バージョンの内容は、帯バージョン（月曜日から水曜日にかけてのコーナーが中心）を30分に再編集したもので、記念日や誕生日は入っていない。

## スタッフ
- 構成:うっちー（本名は内村さんと呼ばれていた）

## 放送時間
※ TBSラジオのみ
- 1995年（平成7年）9月 - 1996年（平成8年）3月まで
  - 毎週月曜 - 金曜 21:35 - 21:45頃
- 1996年（平成8年）4月 - 1996年（平成8年）9月まで
  - 毎週月曜 - 金曜 22:35 - 22:45頃
- 1996年（平成8年）10月 - 1997年（平成10年）3月まで
  - 毎週月曜 - 金曜 22:30 - 22:45頃
- 1997年（平成8年）4月 - 1998年（平成10年）10月まで
  - 毎週月曜 - 金曜 22:40 - 22:55頃